# Davida (organisation)
Davida - Prostituição, Direitos Civis, Saúde (Prostitution, Civil Rights, Health) är en brasiliansk organisation som stödjer sexarbetare i Brasilien. Detta gör de på många olika sätt, inklusive okonventionella som teater och parader. Organisationen grundades 1992 och har sin bas i Rio de Janeiro. Den blev känd internationellt då de lanserade modekollektionen Daspu. De som arbetar i organisationen är själva, eller har varit, prostituerade.

## Organisationens syfte och mål
Organisationen arbetar för att förbättra arbetsförhållandena och hälsoförhållandena för landets sexarbetare. En viktig hälsofråga är att minska risken för HIV/Aids. Dessutom vill de att diskrimineringen av prostituerade upphör och att prostitution skall ses som ett vanligt arbete.